# William Etty
William Etty (York, 10 de Março de 1787 – York, 13 de Novembro de 1849) foi um artista inglês conhecido pelas suas pinturas de eventos históricos contendo figuras nuas. Etty foi o primeiro pintor britânico que se destacou na pintura de nus e de naturezas-mortas. 

## Biografia
Ele foi o primeiro pintor britânico significativo de nus e naturezas-mortas. Nascido em York, ele deixou a escola aos 12 anos para se tornar um aprendiz de impressor em Hull. Ele completou seu aprendizado sete anos depois e mudou-se para Londres, onde em 1807 ingressou na Royal Academy Schools. Lá ele estudou com Thomas Lawrence e treinou copiando obras de outros artistas. Etty ganhou respeito na Royal Academy of Arts por sua capacidade de pintar tons de carne realistas, mas teve pouco sucesso comercial ou crítico em seus primeiros anos em Londres.
A Chegada de Cleópatra à Cilícia, de Etty, pintada em 1821, apresentava numerosos nus e foi exibida com grande aclamação. Seu sucesso levou a várias outras representações de cenas históricas com nus. Todas as obras que ele expôs na Royal Academy na década de 1820, exceto uma, continham pelo menos uma figura nua, e ele adquiriu uma reputação de indecência. Apesar disso, ele foi bem sucedido comercialmente e aclamado pela crítica, e em 1828 foi eleito um Acadêmico Real, na época a mais alta honraria disponível para um artista. Apesar de ser um dos artistas mais respeitados do país, continuou estudando em aulas de vida ao longo da vida, prática considerada inadequada por seus colegas artistas. Na década de 1830, Etty começou a se ramificar no campo mais lucrativo, mas menos respeitado do retrato, e mais tarde se tornou o primeiro pintor inglês a pintar naturezas-mortas significativas. Ele continuou a pintar nus masculinos e femininos, o que causou severas críticas e condenação de alguns elementos da imprensa.
Um homem extremamente tímido, Etty raramente socializava e nunca se casou. De 1824 até sua morte, ele viveu com sua sobrinha Betsy (Elizabeth Etty). Mesmo em Londres, ele manteve um grande interesse em sua York natal, e foi fundamental para o estabelecimento da primeira escola de arte da cidade e a campanha para preservar as muralhas da cidade de York. Embora ele nunca tenha se convertido formalmente de sua fé metodista, ele era profundamente ligado à Igreja Católica Romana e foi um dos poucos não-católicos a participar da abertura em 1838 da capela de Augusto Pugin para o St Mary's College, Oscott, na época o edifício católico romano mais importante da Inglaterra.
Etty foi prolífico e comercialmente bem-sucedido ao longo da década de 1840, mas a qualidade de seu trabalho deteriorou-se ao longo deste período. À medida que sua saúde piorava progressivamente, ele se retirou para York em 1848. Ele morreu em 1849, pouco depois de uma grande exposição retrospectiva. Logo após sua morte, suas obras tornaram-se altamente colecionáveis e vendidas por grandes quantias. A mudança de gostos fez com que seu trabalho mais tarde saísse de moda, e os imitadores logo abandonaram seu estilo. No final do século 19, o valor de todas as suas obras havia caído abaixo de seus preços originais, e fora de sua York natal, ele permaneceu pouco conhecido ao longo do século 20. A inclusão de Etty na exposição Exposed: The Victorian Nude da Tate Britain em 2001-02, a restauração de alto perfil de seu The Sirens and Ulysses em 2010 e uma grande retrospectiva de seu trabalho na York Art Gallery em 2011-12 levaram a um interesse renovado em seu trabalho.

## Galeria

O Triunfo de Cleópatra
O Combate: Mulher suplicando pelos Vencidos
A Juventude na Proa e o Prazer no Leme
As Sereias e Ulisses
A Banhista